# Manassès I de Chalon

Comtats borgonyons al segle X

Manassès I de Chalon o Mayner (vers 875 - 925 o després) dit l'Ancià o el Vell, fou comte de Chalon, Mémontois, Auxois, Atuyer, Condroz, Ne, Avalois o Avallon, Beaune, Duesmois i Oscheret vers 887-918, i senyor de Vergy vers 893-918 i comte de Langres vers 894-918 
Segons Medieval Lands la seva esposa no és coneguda. Altres fonts pensen que es va casar amb Ermengarda de Provença o Ermengarda de Borgonya, filla del rei Bosó i d'Ermengarda de França (o Ermengarda d'Italia), que el lloc abans referenciat considera l'esposa del seu fill.
El va suceir el seu fill Manassès II que fou comte d'Auxois, de Dijon i de Beaune (però no de Chalon) i que va governar del 918 a una data incerta.

## Biografia
Nascut cap a 875, Manassès seria el fill d'un comte Manassès I de Dijon (més probablement seria la mateixa persona, sent el seu pare no conegut) o del comte Gilbert de Condroz, Va estar al costat de Ricard El Justicier i va combatre els vikings o normands que destrossaven Borgonya. Va participar en les batalles de Saint-Florentin i d'Argenteuil contra els normands el 898.
No se l'esmenta més després del 925. El seu fill Manassès II el va succeir en alguns dels comtats (Auxois, Dijon i Beaune, però no en el de Chalon)